# La Roque-d'Anthéron
La Roque-d'Anthéron is een gemeente in het Franse departement Bouches-du-Rhône (regio Provence-Alpes-Côte d'Azur). De plaats maakt deel uit van het arrondissement Aix-en-Provence. La Roque-d'Anthéron telde op 1 januari 2022 5.355 inwoners.
In La Roque-d'Anthéron bevindt zich de voormalige cisterciënzerabdij Silvacane.

## Geografie
De oppervlakte van La Roque-d'Anthéron bedraagt 25,49 km², de bevolkingsdichtheid is 213 inwoners per km² (per 1 januari 2019). Ten zuiden van de plaats loopt het Canal de Marseille.
De onderstaande kaart toont de ligging van La Roque-d'Anthéron met de belangrijkste infrastructuur en aangrenzende gemeenten.

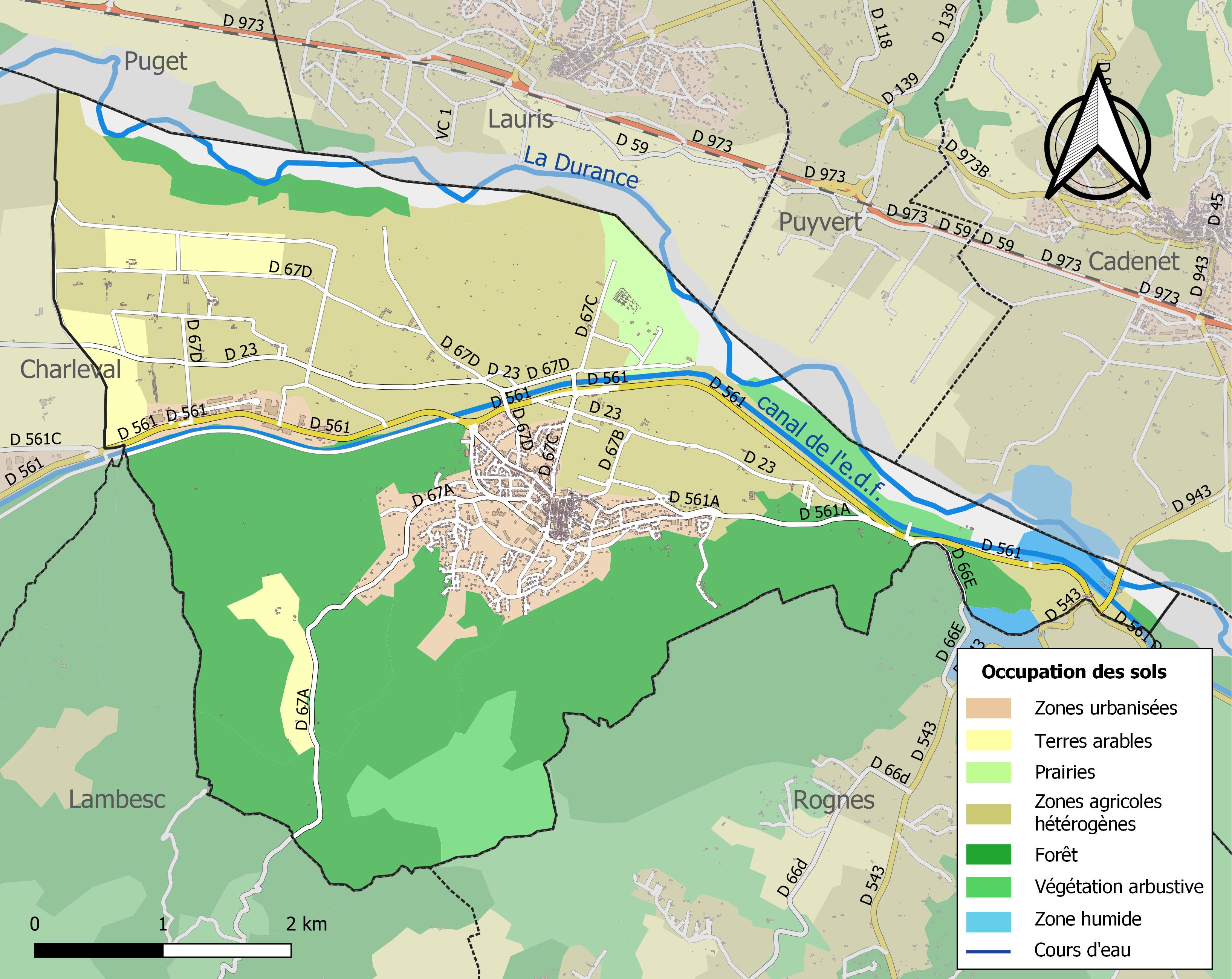

## Demografie
Onderstaande figuur toont het verloop van het inwonertal (bron: INSEE-tellingen).
Vanwege een beveiligingsprobleem met de MediaWiki Graph-software is het momenteel niet mogelijk deze grafiek weer te geven. Zodra de software is bijgewerkt zal de grafiek vanzelf weer zichtbaar worden.